# Lothar Bily
Lothar Bily SDB (* 22. Dezember 1952 in Regensburg) ist ein deutscher Salesianer Don Boscos, römisch-katholischer Geistlicher und Theologe sowie Hochschullehrer.

## Leben
Bily erwarb an der Universität Regensburg ein Diplom in Theologie und trat anschließend 1977 in das Noviziat der Salesianer Don Boscos ein. Er legte die erste Ordensprofess am 15. August 1978 ab und wechselte an das Kloster Benediktbeuern. Dort war er neben einem Studium der Sozialpädagogik an der KSFH in Benediktbeuern am Aktionszentrum Benediktbeuern tätig. Nach dem Vordiplom wechselte Bily zur Promotion als wissenschaftlicher Assistent und Hochschulseelsorger an die Universität Augsburg. Am 1. Juli 1984 empfing Bily in Benediktbeuern die Priesterweihe. 1989 erfolgte die Promotion zum Dr. theol. mit der Arbeit Die Religion im Denken Max Webers. 
1989 nahm Bily eine Dozententätigkeit an der Philosophisch-Theologischen Hochschule Benediktbeuern auf. Ab 2002 war er Inhaber des Lehrstuhls für Fundamentaltheologie, und von 2005 bis 2013 Rektor der Hochschule. Seit 2020 arbeitete als Gemeindepfarrer in Walchensee.

## Forschungsschwerpunkte
Bily beschäftigt sich unter anderem mit dem Christentum unter den Bedingungen von Moderne und Postmoderne. Er hat sich mit Esoterik und mit neueren religiösen Strömungen kritisch auseinandergesetzt. Außerdem beschäftigt sich Bily mit dem Verhältnis des Christentums zu anderen Religionen.
Bily verfasste zahlreiche Artikel im Biographisch-Bibliographischen Kirchenlexikon (BBKL).

## Publikationen (Auswahl)
- Die Religion im Denken Max Webers (= Dissertationen. Theologische Reihe. Bd. 37). EOS-Verlag, St. Ottilien 1990, ISBN 3-88096-837-3 (Zugleich: Augsburg, Universität, Dissertation, 1989).
- Cafeteria esoterica. Zur Kritik sogenannter neureligiöser Aufbrüche (= Benediktbeurer Hochschulschriften. Bd. 8). Don-Bosco-Verlag, München 1996, ISBN 3-7698-0873-8.
- Christsein mit Gesicht. Von Klugheit, Verantwortung und anderen Tugenden für eine Zeit wie die unsere. Don-Bosco-Verlag, München 1998, ISBN 3-7698-1059-7.
- Die Kultur als Ursprung der Humanität. Gedanken zur Entwicklung von Kultur, Zivilisation und Religion. Don-Bosco-Verlag, München 2000, ISBN 3-7698-1215-8.
- mit Karl Bopp, Norbert Wolff (Hrsg.): Ein Gott für die Menschen. Festschrift für Otto Wahl SDB zum 70. Geburtstag (= Benediktbeurer Studien. Bd. 9). Don-Bosco-Verlag, München 2002, ISBN 3-7698-1364-2.